# Meir Leibuș Malbim
Malbim (Rabbi Meir Leib Ben Iehiel Mihel  ori Rabbi Meir Leibuș Ben Iehiel Mihel Weiser, în ebraică רבי מאיר ליבוש בן יחיאל מיכל וייזר; n. 7 martie 1809, Volociîsk, gubernia Volînia⁠(d), Imperiul Rus – d. 18 septembrie 1879, Kiev, Imperiul Rus) a fost un teolog evreu ortodox, rabin și predicator din Ucraina, cunoscut sub acronimul ebraic Malbim מלבי"ם
(format din inițialele numelor sale și ale tatălui său: „Meir Leibuș, fiul lui Iehiel Mihel”), precum și ca "Maghidul din Kempen" (în idiș der Kempner Maggid sau pe scurt „der Kempner”). El a fost unul din cei mai remarcabili
comentatori (exegeți) ai Bibliei ebraice, fiind socotit unul dintre așa numiții Poskim Aharonim (Ultimii judecători) din jurisprudența iudaică. 
A trăit și activat mai ales în Polonia, România, Ucraina și Prusia.
A fost șef rabin al Bucureștiului în anii 1859-1864.

## Copilăria, studiile și anii tinereții
Malbim s-a născut la Volocisk, în regiunea Volânia a Ucrainei, pe atunci în Imperiul Rus și a învățat ebraica, Biblia și Talmudul de la tatăl său, iar după ce a acesta a murit, în casa tatălui său vitreg , Rabbi Leib din Volocisk.
La 13 ani a fost trimis pentru continuarea studiilor religioase la o ieșiva din 
Varșovia unde s-a făcut repede faimos ca un elev extraordinar de dotat - supranumit "iluiul (copilul de geniu) din Volânia". Cu deosebita sa capacitate, el și-a însușit cunoștințe vaste în studiul patrimoniului religios iudaic, precum și noțiuni de cultură generală. După studiile la Varșovia a plecat in Galiția unde a aprofundat învățătura mistică a Cabalei, avându-l drept maestru pe renumitul Tzvi Hirsh Eichenstein, Admor al hasidimilor din Zhidiczow (Żydaczów), azi Jîdaciv.
La 14 ani a fost însurat de familia sa, dar căsătoria nu a durat decât o scurtă vreme.
Ulterior, la vârsta de 27 ani, s-a recăsătorit, iar noul său socru l-a susținut din punct de vedere financiar, pentru a putea să-și continue nestingherit activitatea de studiu și scriere.
În anul 1834 Malbim a călătorit în mai multe comunități evreiești însemnate din Europa, între care Bratislava (atunci cunoscută ca Pressburg), Breslau (azi Wroclaw) și Amsterdam. Pretutindeni a primit recomandări de la rabini pentru cartea sa "Artzot Hachaim" (Țările vieții) - lucrare de exegeză, precum și interpretare a codului "Shulchan Aruch",  apărută  apoi la Breslau în 1837).
Între 1838-1845, la recomandarea rabinului Zalman Tiktin din Breslau, a fost desemnat rabin al comunității evreiești din localitatea Wreschen din districtul Posen (Poznan), pe atunci parte a regatului Prusiei. Din 1845 a fost chemat la cârma spirituală a comunității evreiești din Kempen, azi Kępno, în Polonia, localitate aflată și ea pe atunci sub autoritatea Prusiei. A funcționat acolo ca rabin  vreme de 14 ani, câștigându-și numele de "Maghidul (predicatorul)  din Kempen".

## Șef rabin la București. Conflictul cu adepții modernității

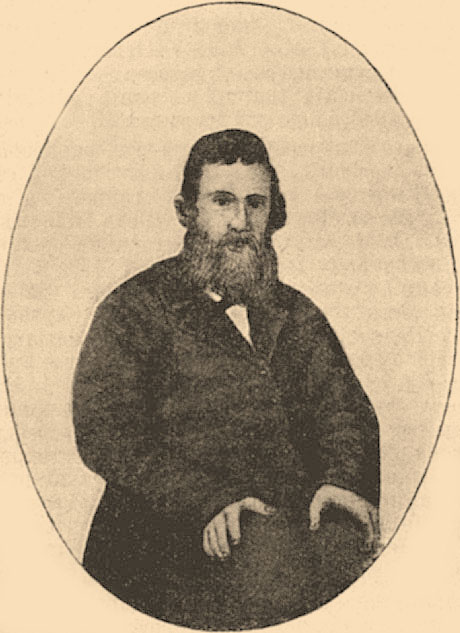
Malbim

În 1859, după Unirea Principatelor Române, a fost chemat la București pentru a deveni  șef rabin al evreilor de acolo.
Aceasta după ce alegerea sa ca șef rabin al Vilnei s-a lovit de împotrivirea autorităților țariste, iar Malbim însuși refuzase o altă funcție ce i se propusese, cea de rabin al evreilor din Sátoraljaujhely, în nordul Ungariei.  
Fiind un renumit talmudist și ebraist, numirea rabinului Malbim a fost primită cu entuziasm în toate congregațiile evreiești din București, de la ortodocșii așkenazi , mica obște sefardă, și până la adepții "Haskalei" (iluminismul evreiesc) și ai modernizării vieții comunitare, mulți din aceștia din urmă "sudiți" (supuși) austrieci, intelectuali și oameni de afaceri germanofoni, imigrați din centre urbane ale Imperiului  Austriac, care sperau că el va manifesta înțelegere pentru nevoia de schimbări.
Dar spre marea dezamăgire a taberei modernizatorilor, condusă de dr. Iuliu Baraș, Malbim s-a arătat curând ca un fervent apărător al ortodoxiei iudaice, neînduplecat și autoritar, potrivnic oricărui compromis cu inovațiile preconizate de ei ca de pildă     
cele două școli evreiești înființate de ei, axate pe o programă didactică de cultură generală, sau construirea Templului Coral, o sinagogă fastuoasă, cu orgă și cor, după modelul marilor sinagogi moderne din centrul și vestul Europei.
Sensibilizat contra încercărilor de reformă în iudaism încă din tinerețe din vremea uceniciei sale la rabinul Zalman Tiktin din Breslau, Malbim scrisese deja în 1848 lucrări de exegeză biblică în care condamnase cu asprime conferința rabinică germană de la Braunschweig din 1844 ale cărei decizii deschideau drumul spre reforme mai radicale în practica și teoria religiei evreiești. Speriat de orice tentative ce păreau asemănătoare cu inițiativele iudaismului liberal sau reformat din Germania, rabinul Malbim cerea respectarea cu strictețe în comunitate a poruncilor iudaismului, după expresia sa, rabinul trebuind să fie precum un „cohen”, preotul evreu din templul din Ierusalim de altădată, care să primească după tradiție    
(Deuteronom 18,3) mâna, fața și stomacul animalelor de sacrificiu - metaforă în timpurile noastre ale înfășurarii filacteriilor (tefilin) în jurul brațului stâng („mâna”), în scopul rugăciunii, neraderii bărbii de pe obraz („fața”) și a urmării legilor alimentației rituale - kașrut („stomacul”). Pătruns de ideea necesității educării publicului  evreiesc și a slujitorilor cultului în spiritul ortodox pur, Rabinul Malbim a supravegheat personal munca și ustensilele tăietorilor rituali (șochtim) și a amenințat cu excomunicarea pe cei care consumă carnea vitelor tăiate de acei măcelari care nu au primit autorizația sa. Prin stilul său autoritar, el și-a înstrăinat o parte din  personalul de cult, inclusiv dayanim (judecători religioși), șochtim etc.
Conflictul  dintre "haredim" ultraortodocși, conduși de rabinul Malbim și de dr M. Wertheimer,  și partizanii modernizării, conduși de dr.Iuliu Baraș, a devenit deosebit de aprig, însoțindu-se de amenințări și calomnii reciproce. Moderniștii i-au oferit rabinului sume de bani în schimbul abandonării conducerii obștei. Pe de altă parte, ei s-au plâns împotriva sa în fața autorităților statului român prezentându-l ca pe un personaj obscurantist, intolerant față de creștinism, și străin de limba și cultura locală. În baza acestor plângeri guvernul Kogălniceanu a decis să-i interzică rabinului să mai predice în Sinagoga Mare din București. În acelaș timp Malbim a avut și nenorocul unei grave lovituri și în viața sa familială prin pierderea timpurie a fiului său Aharon, care a fost înmormântat la București în anul 1862. La intervenția lui dr Wertheimer, conducătorul obștii ortodoxe conservatoare, care l-a susținut pe Malbim moral și material, s-a prelungit totuși cu încă doi ani contractul său ca șef rabin, în ciuda restricțiilor impuse de autorități.
Dar devreme dimineața la 18 martie1864, pe baza unor noi plângeri, rabinul Malbim a fost arestat, din ordinul guvernului român, și transportat la Giurgiu, de unde a fost deportat peste Dunăre, la Ruse în Bulgaria, aflată în vremea aceea, încă, sub dominație otomană. La Ruse el a fost găzduit de Hachamul Avraham ben Israel Rosanes, tatăl istoricului Solomon Rosanes. Din Bulgaria Malbim a mers să se plângă la Sublima Poartă împotriva nedreptății ce i s-a făcut in România (care mai era in anii aceia vasală Imperiului Otoman). Neavând câștig de cauză, a plecat de acolo la Paris unde a stat circa o jumătate de an, încercând să obțină sprijinul lui Adolphe Crémieux, din conducerea  Alianței Israelite Universale, al lui Sir Moses Montefiore și al ambasadorului rus la Paris, în favoarea cererilor sale de a se anula ordinul de deportare din România, de a i se plăti salariul datorat, precum și de a i se acorda despăgubiri pentru pagubele și ofensa suferite.
Este de menționat atașamentul particular al rabinului Malbim față de cultivarea cunoașterii limbii ebraice, inclusiv în perioada păstoririi sale la București unde a înființat Asociația pentru difuzarea vorbirii ebraice, האגודה להפצת הדיבור העברי.

## Anii de activitate sacerdotală înUcraina,PoloniașiPrusia
Peregrinările sale nu au încetat nici în anii următori. În 1865 Malbim a devenit rabin al comunității evreilor din Lunshitz, adică Łęczyca sau (Lentschütz), aflată în gubernia Kalisz, în zona Poloniei aflată sub dominație rusă. Succedându-l acolo pe răposatul său socru, Haim Auberbach, Malbim a păstorit o scurtă vreme pe evreii din Lunshitz până ce a fost silit iarăși, ca la București, să-și părăsească slujba din pricina împotrivirii - atât a partizanilor modernității, cât și adepților hasidismului, care îl acuzau că în comentariile sale la Biblie este influențat de Haskala și de învățături ale ne-evreilor.
A devenit în continuare rabin la Herson,în Ucraina, apoi din 1870 la Moghilev (Mahileu) pe Nipru, în  Belarus. În acest din urmă oraș, a intrat din nou în conflict cu evreii partizani ai modernizării, și în urma unor denunțuri guvernatorul din Moghilev a emis împotriva sa un ordin de expulzare imediată. Chemat fiind de comunitatea din Mainz, din Germania, Malbim a ajuns în drum în orașul Königsberg din Prusia Orientală și s-a hotărât să rămână acolo ca lider spiritual al obștii evreilor ruso-polonezi din localitate. Din cauza forțelor fizice slăbite a fost nevoit să refuze o invitație din partea evreilor din New York, de a veni și a sta în fruntea comunităților evreiești din Statele Unite.
După patru ani de activitate la Königsberg, în urma decesului în 1879 al rabinului Itzhak Eliahu Landau ca șef rabin la Vilna, s-a ivit în fața lui Malbim prilejul de a ocupa locul acestuia. Guvernatorul Vilnei s-a opus însă categoric acestui plan din cauza faptului că rabinul Malbim a fost expulzat în trecut din motive politice.
Fiind nevoit din diverse motive să refuze invitațiile din partea unor comunități ca cele din Amsterdam, Paris, Ujhely sau Grodno, Malbim a acceptat în cele din urmă o altă numire - și anume în funcția de rabin la Kremenciuk. A decedat, însă, la 19 septembrie 1879, la Kiev, în prima zi a Anului Nou evreiesc (Rosh Hashana 5640), în timpul călătoriei spre Kremenciuk.

## Scrieri
- Artzot Hahaim (Tărâmurile vieții) - comentariu și noi interpretări cu privire la Shulhan Aruh- Ed.Orakh Haim, Breslau, 1837

ארצות החיים" חידושים על ש"ע או"ח, ברעסלוי 1837
- Eretz Hemda predici în legătură cu cărțile din Tora

ארץ חמדה
- Artzot hashalom (Tărâmurile păcii) - culegere de predici și comentariul Shir nefesh la Cântarea Cântărilor , Krotosin 1839

ארצות השלום" דרשות עם פירוש "שיר הנפש" על שיר השירים (קראטשטיין 1839); se poate consulta pe site-ul hebrewbooks
- Hatora ve Hamitzva - comentariu la Tora și la Sifra

, Varșoviaהתורה והמצוה" פירוש על התורה.1874-1880
- Midreshey Kodesh - comentariu la Profeți și la Hagiografii,

Varșovia,1874 - cu numeroase explicații ale sensului cuvintelor și ale sinonimelor 
- Mashal umelitzá (Pildă și figuri de stil)  -  o "filipică" dramatică în versuri împotriva fățărniciei, Paris,1867

משל ומליצה" נגד מידת החנופה, פאריס 1867" 
- Mikra Kodesh - Comentariul monumental asupra ansamblului Bibliei ebraice 1840-1870 publ. Varșovia 1874/1870

מקרא קדש" פירוש על תנ"ך - ווארשא 1874/80). 
- editări ale midrashurilor

halakhice Mehilta , Sifra și Sifre .
- Hacarmel - comentariu semantic הכרמל
- Yair Or - comentariu bazat pe sinonime יאיר אור

- Isudey Hokhmat hahigayon Bazele înțelepciunii logice

יסודי חכמת ההיגיון vezi originalul
 Varșovia, 1900

## Onoruri și cultivarea memoriei sale
Credincioșii din aripa conservatoare a evreilor ortodocși din București au inaugurat o sinagogă numită în memoria sa Sinagoga Malbim, care a funcționat până în anii 1980 când a fost dărâmată în cadrul planurilor de construcții ale președintelui Ceaușescu.